# Ladelund
Ladelund ist eine Gemeinde im Norden des Kreises Nordfriesland in Schleswig-Holstein.

## Geografie

### Geografische Lage
Das Gemeindegebiet erstreckt sich auf dem Landrücken der Schleswigschen Geest im Bereich des Naturraums Lecker Geest (Haupteinheit Nr. 690). Die nördliche Gemeindegrenze ist zugleich ein Teilabschnitt der Bundesgrenze nach Dänemark. In früherer Zeit war Ladelund Teil des Verwaltungsbezirks Karrharde.

### Ortsteile
Heute (Stand 2025) zählen zur Gemeinde auch u. a. Beckhuus (dänisch Bækhus), Boverstedt (dänisch Boversted), Kolonistenhäuser (dänisch Kolonisthuse), Königsacker (dänisch Kongsager), Ladelundfeld (dänisch Ladelund Mark), Ladelundmühle (dänisch Ladelund Mølle), Neuhaus (dänisch Nyhus) und Zollhäuser (dänisch Toldhuse).

### Nachbargemeinden
|        | Kommune Apenrade (DK)                       |               |
| Westre | Kompassrose, die auf Nachbargemeinden zeigt | Bramstedtlund |
| Karlum | Achtrup                                     |               |

## Geschichte
Die erste urkundliche Erwähnung ist auf das Jahr 1352 datiert. Der Ortsname lässt sich entweder auf altnordisch hlaða bzw. dänisch Lade für eine Scheune oder auf altnordisch hlaði für einen Stabel (von Brennholz oder Torf) zurückführen. Die zweite Endung -lund bedeutet im Dänischen Hain oder lichtes Gehölz.
Im Herbst 1944 befand sich für sechs Wochen in der Nähe des Ortes das KZ Ladelund, ein Außenlager des KZ Neuengamme. Zur Erinnerung an die Gräueltaten wurde die KZ-Gedenk- und Begegnungsstätte Ladelund eingerichtet.
Am 1. Januar 1970 wurde Boverstedt eingemeindet.

## Politik

### Gemeindevertretung
Die Gemeindevertretung umfasst 13 Sitze. Die Wahl am 14. Mai 2023 brachte folgendes Stimmverhältnis: Kandidaten der Christlich Demokratische Union Deutschlands (CDU) vereinten 47,8 Prozent der Stimmen, die der Sozialdemokratischen Partei Deutschlands (SPD) 12,8. Der Südschleswigsche Wählerverband (SSW) brachte es auf einen Stimmenanteil von 16,5 Prozent, die Wählergemeinschaft Ladelund (WGL) auf 23,0 Prozent. Die Wahlbeteiligung betrug dieses Mal 58,0 Prozent.
Die Sitzverteilung in der Gemeindevertretung in der aktuellen Wahlperiode beträgt somit wie folgt:
CDU sechs, SPD zwei, SSW zwei und WGL drei Sitze.

### Wappen
Das Wappen wurde am 14. April 1966 genehmigt.
Blasonierung: „In Gold ein roter Göpel, begleitet links von einem dreiblättrigen blauen Eichenzweig, rechts von einem blauen Kleeblatt, unten von drei durchgehenden blauen Wellenfäden.“
Ladelund, als Bauerndorf gegründet, wird 1352 erstmals erwähnt. Der Ortsname ist dänischen Ursprungs, zusammengesetzt aus den Bestandteilen „lade“ in der Bedeutung von „Scheune“ und „lund“ gleichbedeutend mit „Wald“. Demzufolge ist der Eichenzweig als eine bildliche Umsetzung der Ortsbezeichnung zu verstehen. Wie viele andere Siedlungen im Land ist auch Ladelund durch Rodung inmitten eines Waldgebietes entstanden. Davon zeugen noch heute bei Bodenbearbeitung freigelegte, fossile Baumstubben. Das Kleeblatt im Wappen deutet als Symbol auf die bäuerliche Nutzung der Dorfflur hin. Der für Weiden und Äcker urbar gemachte Boden wurde seit dem 19. Jahrhundert durch das Verfahren des Mergelns in seinem Ertrag gesteigert. Aus Mergelkuhlen sind auf der Feldmark drei Seen entstanden, die im Wappen von den drei Wellenfäden repräsentiert werden. Als Nebenprodukt aus der Bodenkultivierung hervorgegangen, haben die Seen heute einen hohen Freizeitwert. Der rote Göpel ist die stilisierte Wiedergabe eines Hausgiebels und damit als Bauernhaus oder, im Hinblick auf den Ortsnamen, als Scheune anzusehen. Die goldene Schildfarbe betont noch einmal die landwirtschaftliche Struktur und die Ernteerträge. Die Farbgebung insgesamt weist auf die Lage der Gemeinde im Kreis Nordfriesland hin.
Das Wappen wurde von dem Brunsbütteler Heraldiker Willy „Horsa“ Lippert gestaltet.

### Flagge
Die Flagge wurde am 27. Mai 2004 genehmigt. Auf gelbem Flaggentuch die Figuren des Gemeindewappens in flaggengerechter Tinktur.

## Sehenswürdigkeiten
siehe Liste der Kulturdenkmale in Ladelund

## Wirtschaft und Infrastruktur

### Öffentliche Einrichtungen
Ladelund hat eine evangelische Kirche, die St.-Petri-Kirche, eine deutsche Grundschule und ein dänisches internat (Ladelund Ungdomsskole) sowie mehrere kulturelle und sportliche Vereine. Der örtliche Sportverein ist der TSV Ladelund. Es gibt einen Fußball- sowie einen Skateboardplatz. In der alten Meierei befindet sich der Jugendtreff Ladelund „JULA“ mit diversen Freizeit-Angeboten. Das idyllisch gelegene Ladelunder Naturbad ist ein rund fünf Hektar großer See, der sich aus eigenen Quellen speist. Es gibt eine Badewache, abgegrenzte Kinder-/Babybecken, Kiosk und Beach-Volleyballplatz.

### Verkehr
Ladelund liegt abseits der überregionalen Fernstraßen. Die Gemeinde wird zumeist im motorisierten Individualverkehr über Landesstraßen erreicht. In West-östlicher Richtung wird der Ortskern von der Landesstraße 1 durchquert. Diese bildet eine Diagonalverbindung zwischen Süderlügum (Abzweig von der Bundesstraße 5) und Wallsbüll (Bundesstraße 199). Die sogenannte Grenzstraße im Zuge der L 199 durchzieht den außerörtlichen Gemeindebereich in Grenznähe. Die Landesstraße 3 verläuft von Ladelund nach Klixbüll zur Bundesstraße 5.
Im ÖPNV ist Ladelund unter anderem über einen Bürgerbus erreichbar. Fahrplanmäßig wird die Gemeinde in das zugehörige Unterzentrum Leck mit dem dort verkehrenden Linienbusverkehr (unter anderem SchnellBus Flensburg-Niebüll) angebunden.